# SDSL
SDSL, voluit Symmetric Digital Subscriber Line is een DSL-variant met datadebieten typisch voor E1 (72 tot 2320 kbit/s). SDSL loopt over een paar koperdraden, met een maximum bereik van ongeveer 3 kilometer. Het grootste verschil tussen ADSL en SDSL is dat SDSL dezelfde bandbreedte heeft upstream en downstream (symmetrisch), terwijl ADSL altijd een lagere snelheid upstream heeft (asymmetrisch).
SDSL was nooit goed in een standaard beschreven tot G.SHDSL gestandaardiseerd werd door het ITU. SDSL wordt vaak verward met G.SHDSL. Verwarrend genoeg werd G.SHDSL in Europa gestandaardiseerd door het ETSI met dezelfde naam 'SDSL'. De ETSI-variant is compatibel met de ITU-T G.SHDSL-gestandaardiseerde regionale variant voor Europa.
Apparatuur die SDSL ondersteunt is gewoonlijk gesloten apparatuur van een fabrikant, die enkel communiceert met SDSL-apparatuur van dezelfde fabrikant, of met apparatuur van andere fabrikanten die dezelfde DSL-chipset gebruiken. De meeste nieuwe installaties gebruiken G.SHDSL-apparatuur in plaats van SDSL.